# Ann Bishop
Ann Bishop (19 de dezembro de 1899 - 7 de maio de 1990) foi uma bióloga britânica que trabalhou no Girton College da Universidade de Cambridge e uma das poucas mulheres membros da Royal Society. Nasceu em Manchester, mas passou a maior parte de sua vida em Cambridge. Era especialista em protozoologia e parasitologia. No seu doutorado, Bishop estudou os ameboides parasitas e seu potencial quimioterápico para o tratamento de doenças ameboides, como a disenteria ameboide.
Seu trabalho mais conhecido foi um estudo abrangente do Plasmodium, o parasita da malária, no qual investigou várias quimioterapias para a doença. Posteriormente, estudou a resistência deste parasita à certas drogas, pesquisa que se mostrou valiosa para os militares britânicos durante a Segunda Guerra Mundial. Bishop também descobriu o protozoário Pseudotrichomonas keilini e estudou o Aedes aegypti, um vetor da malária. Foi eleita para a Royal Society em 1959, sendo também a fundadora da Sociedade Britânica de Parasitologia (BSP), além de ter atuado no Comitê da Malária da Organização Mundial da Saúde.

## Biografia
Ann Bishop nasceu em Manchester, Inglaterra, em 19 de dezembro de 1899. Era filha de James Kimberly Bishop e Ellen Bishop (née Ginger), tendo apenas um irmão. Embora desejasse continuar o negócio de móveis da família, os interesses de Bishop rapidamente se dirigiram à ciência depois que seu pai encorajou-a a ir para a universidade. Apreciadora de música desde jovem, Bishop assistia frequentemente aos concertos da Orquestra Hallé, em Manchester. Como pesquisadora, era introvertida e meticulosa, preferindo trabalhar sozinha ou apenas com outros cientistas que considerava inteligentes. Trabalhou no Girton College durante a maior parte de sua vida, o que lhe rendeu o apelido de "Girtoniana dos Girtonianos".
Bishop era conhecida no Girton College pelos seus chapéus chamativos, que ela usava durante o café da manhã todos os dias. Também era experiente em costura e apreciava as artes, embora não gostasse da arte moderna. Seus passatempos incluíam caminhar e viajar, especialmente no Lake District, pois ela raramente saia da Grã-Bretanha. No início de todo ano, passava algum tempo em Londres, assistindo a espetáculos de ópera e balé. No final de sua vida, quando sua mobilidade foi limitada pela artrite, desenvolveu um fascínio pela história da biologia e da medicina, embora nunca tenha publicado nesta área. Ann Bishop morreu de pneumonia em 7 de maio de 1990.

## Educação

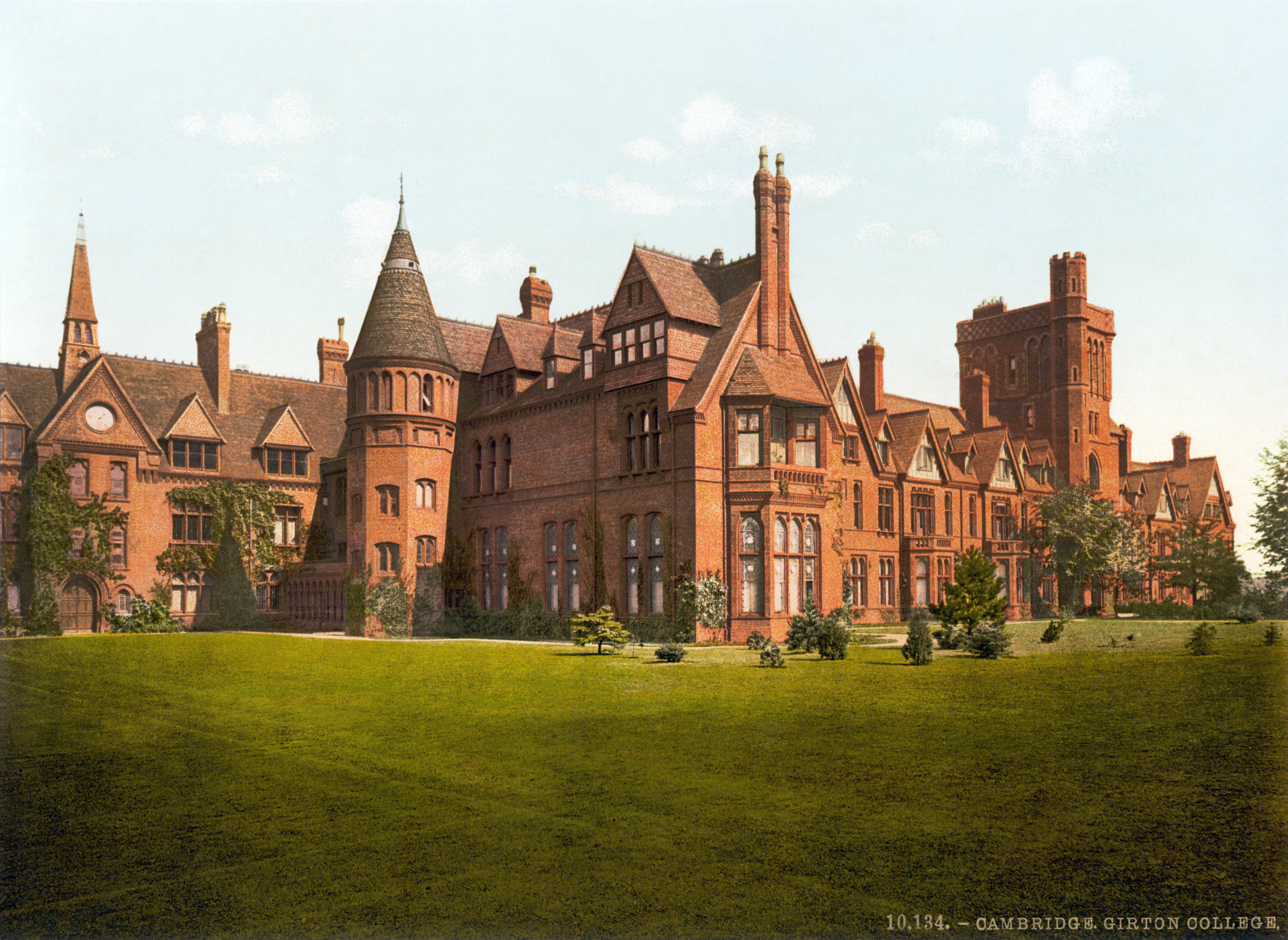
Girton College, alma mater de Bishop.

Educada em casa até os sete anos, Bishop estudou em uma escola primária privada até completar nove anos. Em 1909, com dez anos, entrou na Fielden School em sua cidade natal, Manchester, onde estudou por três anos. Completou a educação secundária no Manchester High School for Girls. Embora pretendesse estudar química, seu mau desempenho em física impediu que ela entrasse na Honors School of Chemistry. Ao invés disso, matriculou-se na Universidade de Manchester em outubro de 1918 para estudar botânica, química e zoologia. Durante o curso, interessou-se pela zoologia e graduou-se com honras na Escola de Zoologia, recebendo o diploma de Bacharel em Ciências em 1921, tendo concluído o mestrado logo depois, em 1922. Durante sua graduação, sob a orientação do helmintologista R.A. Wardle e do protozoologista Geoffrey Lapage, Bishop estudou os cilióforos de lagoas locais.
Dois anos depois de formar-se e ganhar o Prêmio John Dalton de História Natural, começou a trabalhar junto com outro protozoologista, um membro da Royal Society, Sydney J. Hickson. Em 1932, concluiu o doutorado na Universidade de Manchester, recebendo ainda outro título acadêmico na Universidade de Cambridge em 1941, embora fosse apenas honorífico, pois a Universidade de Cambridge não atribuia graus à mulheres naquela época.

## Carreira científica

### Primeiros anos
Uma de suas primeiras produções científicas foi seu trabalho de graduação, onde estudou a reprodução dos Spirostomum ambiguum, um grande cilióforo que foi descrito como "wormlike". Em 1923, enquanto trabalhava na Universidade de Manchester, Bishop foi nomeada pesquisadora honorária. Em 1924, se tornou professora do Departamento de Zoologia da Universidade de Cambridge, sendo uma das únicas duas mulheres no departamento. Muitas vezes eram marginalizadas, não tendo, por exemplo, permissão para se sentar à mesa com os homens do departamento durante o chá. Em vez disso, sentava-se sobre um kit de primeiros socorros. Todavia, Bishop continuou seu trabalho com o Spirostomum como a única protozoologista da faculdade.
Todavia, abandonou esse emprego em 1926 para trabalhar com Clifford Dobell no National Institute for Medical Research, onde ficou por três anos. Com Dobell, Bishop estudou ameboides parasitas encontrados no tubo digestivo humano, com foco nas espécies responsáveis pela disenteria ameboide. Além disso, juntamente com Patrick Laidlaw, estudou os efeitos de ameboidecidas, como a emetina, no tratamento de doenças ameboides. Mais tarde, nomeou um dos gêneros de ameboides como Dobellina, em homenagem a seu colega.

### Instituto Molteno
Bishop passou a maior parte de sua carreira no Instituto Molteno de Biologia Parasitária, onde chegou em 1929. Seu trabalho foi uma extensão de sua pesquisa com Dobell, estudando a divisão nuclear em flagelados parasitas e ameboides de diversas espécies, incluindo vertebrados e invertebrados. Ela isolou um tipo de protozoário, anaeróbio e aerotolerante, do trato digestivo da Haemopis sanguisuga durante esse período. Bishop também descobriu uma nova espécie, Pseudotrichomonas keilini, que ela nomeou em reconhecimento ao seu colega David Keilin. Além disso, em Manchester, juntamente com H.P. Baynon, preocupou-se em identificar, isolar e estudar o parasita Histomonas meleagridis. Este estudo foi pioneiro por sua técnica para isolar e cultivar parasitas de lesões no fígado. Bishop e Baynon foram os primeiros cientistas a isolar Histomonas. A experiência de Bishop com protozoários parasitários expressou-se em seu trabalho mais conhecido, um estudo abrangente do parasita da malária (Plasmodium) e de potenciais quimioterapias para a doença.
Entre 1937 e 1938, estudou os efeitos de vários fatores, incluindo diferentes substâncias no sangue e diferentes temperaturas, sobre o comportamento alimentar do vetor da malária Aedes aegypti. Também estudou os fatores que contribuem para a reprodução do Plasmodium, trabalho que se tornou a base para pesquisas subsequente de vacinas contra a malária. Com o início da Segunda Guerra Mundial. Bishop investigou quimioterapias alternativas para essa doença, o que ajudou o exército britânico, pois o antitimalárico mais eficaz até então, o quinina, tornou-se de difícil acesso devido à ocupação japonesa das Antilhas Neerlandesas. Entre 1947 a 1964, foi encarregada do Chemotherapy Research Institute, associado ao Medical Research Council.
Em seguida, Bishop estudou a resistência de parasitas e organismos hospedeiros à medicamentos, o que lhe rendeu uma vaga na Royal Society. Nestes estudos, mostrou que o próprio parasita da malária não desenvolveu resistência à quinina, mas que os organismos hospedeiros poderiam desenvolver, o que foi comprovado quando as drogas que ela estudou foram usadas para tratar pacientes com malária. Bishop também estudou as drogas pamaquine, atebrin e proguanil, tendo trabalhado no Instituto Molteno até 1967.

### Legado
Bishop recebeu vários títulos honorários durante sua carreira. Em 1932, foi nomeada Fellow Yallow of Girton College, honra que manteve até sua morte em 1990. Também foi uma Beit Fellow entre 1929 a 1932. Entre 1945 e 1947, organizou a Girton College's Working Women's Summer School, uma instituição destinada a proporcionar o desenvolvimento intelectual de mulheres cuja educação formal terminou aos 14 anos de idade. Foi eleita para a Royal Society em 1959 e era membro do Comitê de Malária da Organização Mundial da Saúde.
A Sociedade Britânica de Parasitologia foi fundada na década de 1950, em grande parte, devido aos esforços de Bishop. Inicialmente, contava com apenas cinco membros e uma secretária. Para arrecadar fundos, Bishop recolhia doações durantes as reuniões. A sociedade era, originalmente, um subgrupo do Instituto de Biologia da Universidade de Cambridge, mas tornou-se independente em 1960, sob a liderança de Bishop, que foi sua terceira presidente. Mais tarde, naquela mesma década, foi-lhe solicitado que se tornasse chefe do Departamento de Biologia, convite ao qual declinou devido a natureza pública do cargo. Durante 20 anos, foi editora do periódico científico Parasitology. Foi associada vitalícia do Girton College. Em 1992, a Sociedade Britânica de Parasitologia criou um programa com o nome de Bishop, o Ann Bishop Traveling Award, com o objetivo de ajudar jovens parasitologistas a viajar para trabalhos de campo.